# Старий замок (Банська Штявниця)
Старий за́мок (словац. Mestský hrad, або Starý zámok) — замковий комплекс у місті Банська Штявниця, Банськобистрицького краю, Словаччина.
Розташований у центрі міста біля підніжжя гори Парадайс на висоті 630 метрів над рівнем моря.

## Історія замку
Історія замку сягає ХІІІ століття. Спершу громада шахтарів побудувала тут романську тринефну базиліку — церкву Святої Марії. Аскетична будівля була прикрашена майстерними кам’яними деталями. 
Однак Банська Штявниця перебувала під загрозою нападу османів, і місто не було достатньо укріплене. Тому, перш ніж завершити оздоблювати споруду, треба було ухвалити радикальне рішення. Містяни відмовилися від ідеї репрезентативної парафіяльної церкви й натомість погодилися на фортецю із замковою цитаделлю.
У XV столітті церква та цвинтар були огороджені муром, а в 1540-х роках їх укріпили як фортецю, яка захищала людей від нападу турків. Приблизно в цей період у тогочасних документах починає з’являтися назва «церковний замок». Пізніше склепіння головного нефу знесли і створили паперть.
Контрфорси, гвинтові сходи та консолі є доказом готичної реконструкції. Оригінальна готична вежа з підземним переходом є особливістю замку. Однак 1777 року провели реконструкцію, і вежу облаштували як дзвіницю в стилі бароко.
Вартою уваги є каплиця Святого Міхала. Надземну частину називали «карнаріум» (карнарій), а підземну — «оссарій» (склеп). У склепі зберігали кістки, знайдені під час риття нових могил.
Залишки настінного розпису походять з XIV століття.

## Наші дні
У Старому замку проводяться різноманітні сезонні виставки, а навесні та влітку на території організовують культурні заходи, зокрема концерти, театральні вистави, традиційний фестиваль мистецтв, ремесел та розваг.
Внутрішня частина Старого замку функціонує як музей. Тут є археологічна виставка, де можна побачити найяскравішу знахідку — скарб, що містить бронзові коштовності, частини одягу та знаряддя праці з пагорбів Сітно та Голік з 900 року до нашої ери .
Постійну експозицію доповнює історична зброя: мішені, списи, порохники, магазини, гарматні ядра, кулі та стріли.
Серед інших експозицій старого замку — скульптура в стилі бароко, лапідарій, Himmelreich (підземелля та катівня), стрільба по мішенях та історична зброя, презентація найвідоміших ремесел Банської Штявниці (ремесло куріння, мистецтво ковалів, історичні годинники та дзвони) .
Замок відкритий для огляду, вхід платний. Вихідні дні: понеділок, вівторок .

## Фотографії

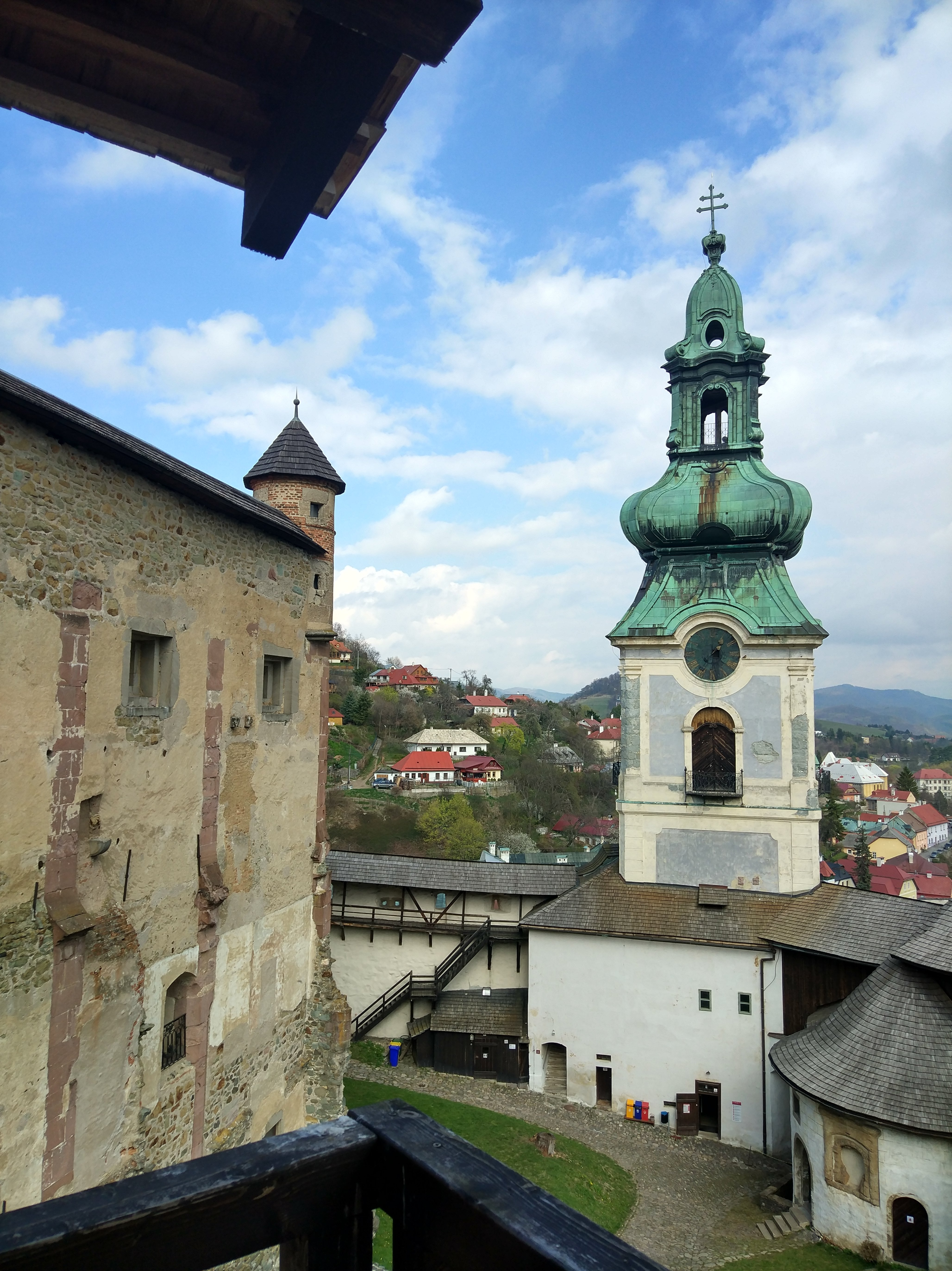
Краєвид зі стіни замку
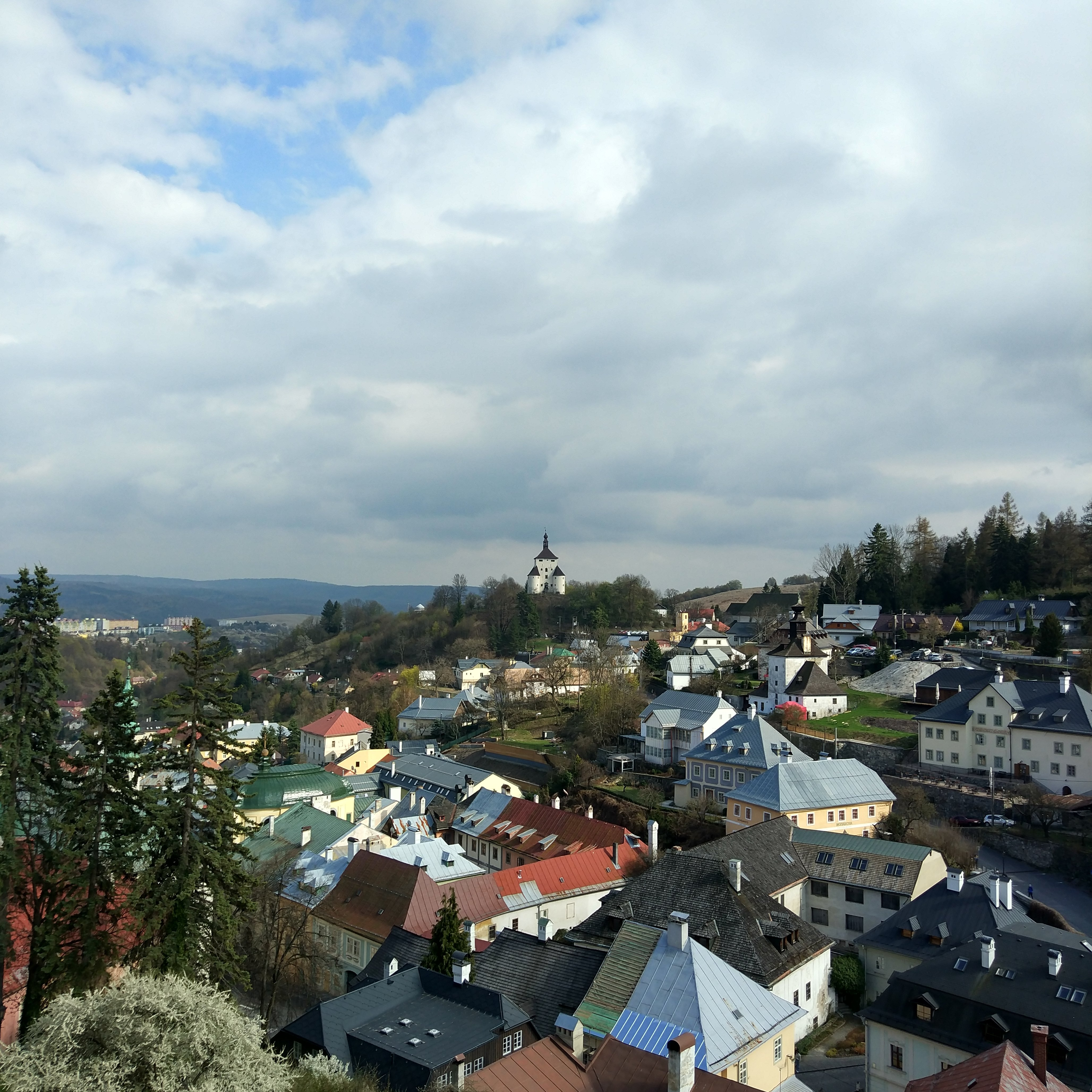
Краєвид на місто
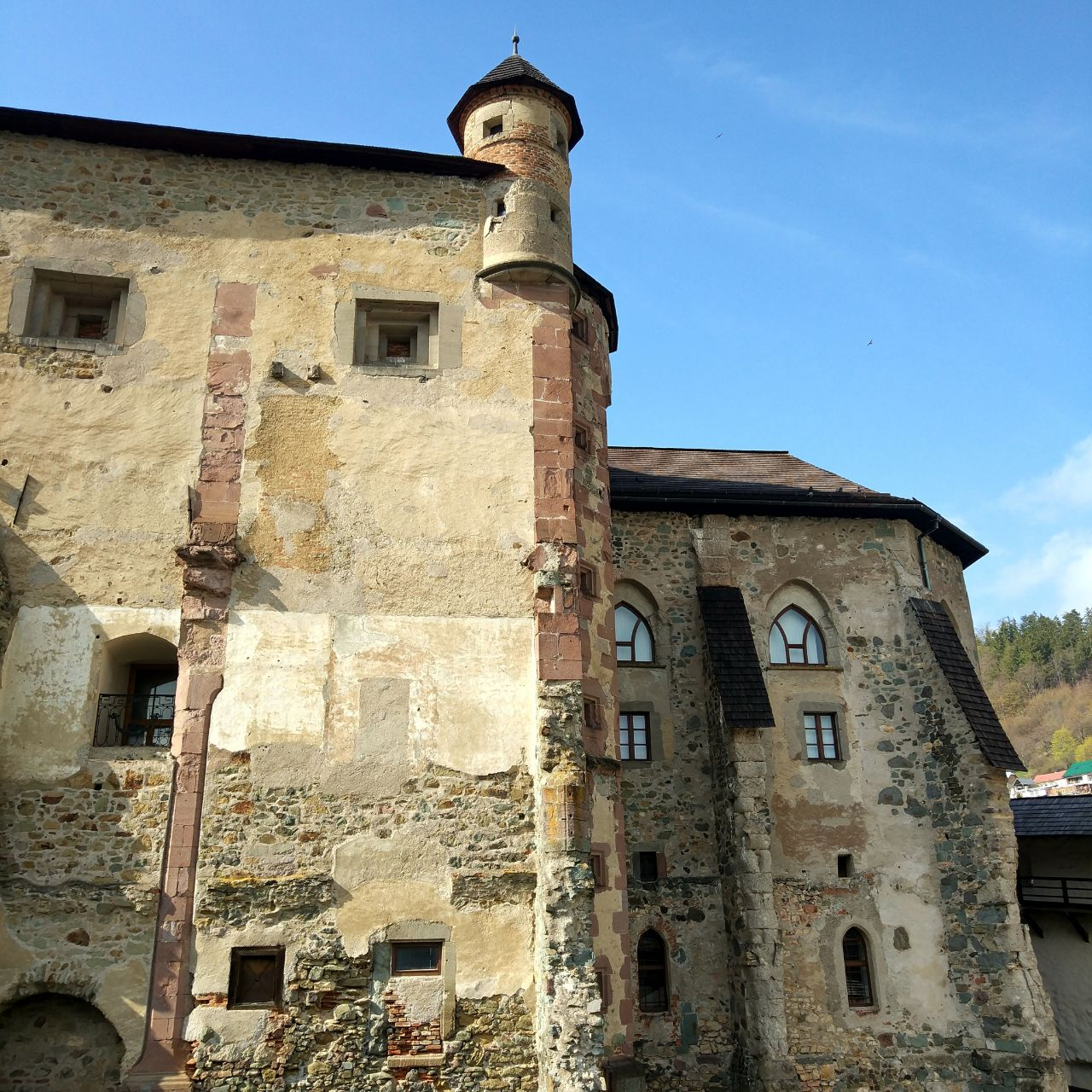
Будівля замку
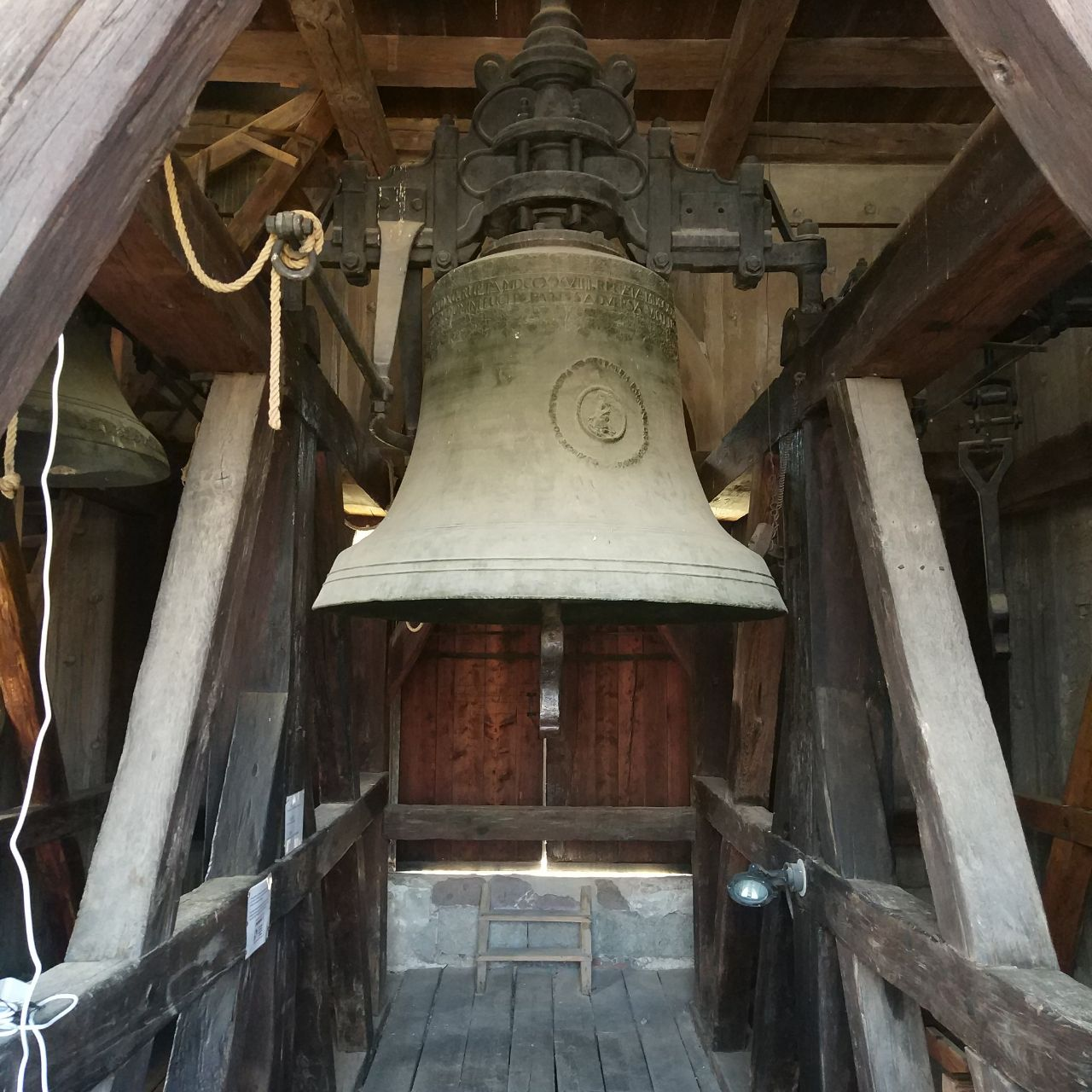
Дзвіниця Старого замку
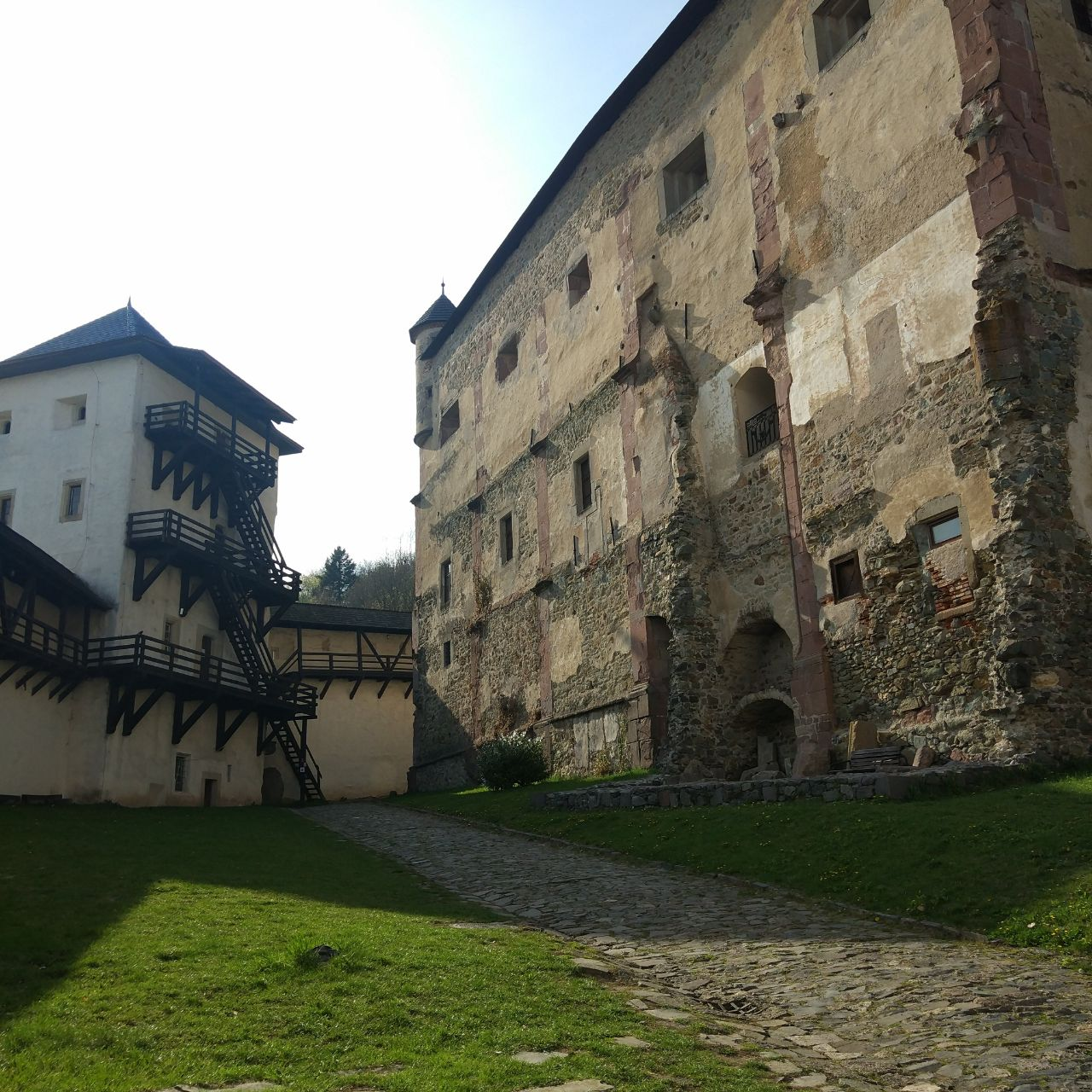
Територія Старого замку
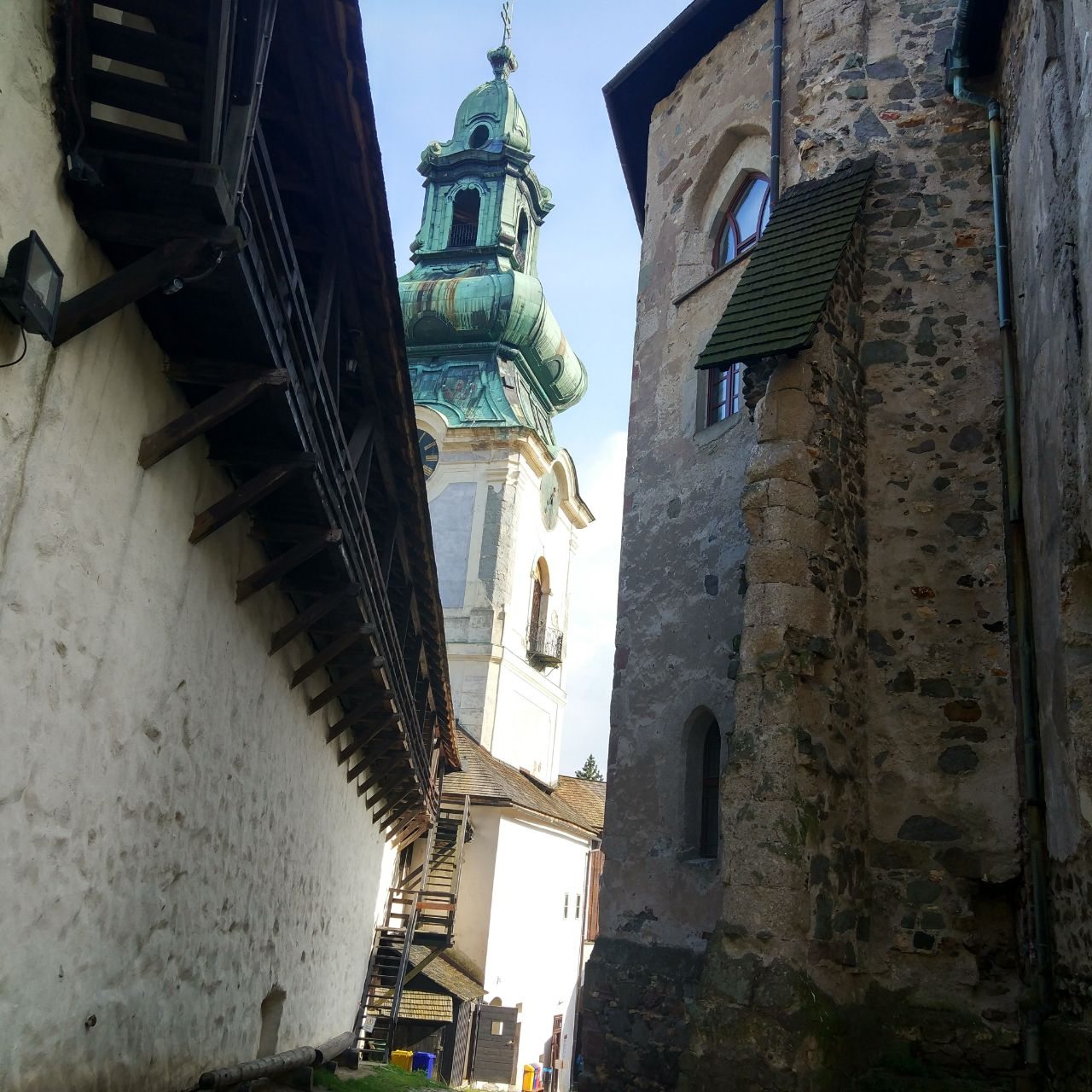
Фото дзвіниці із заднього двору
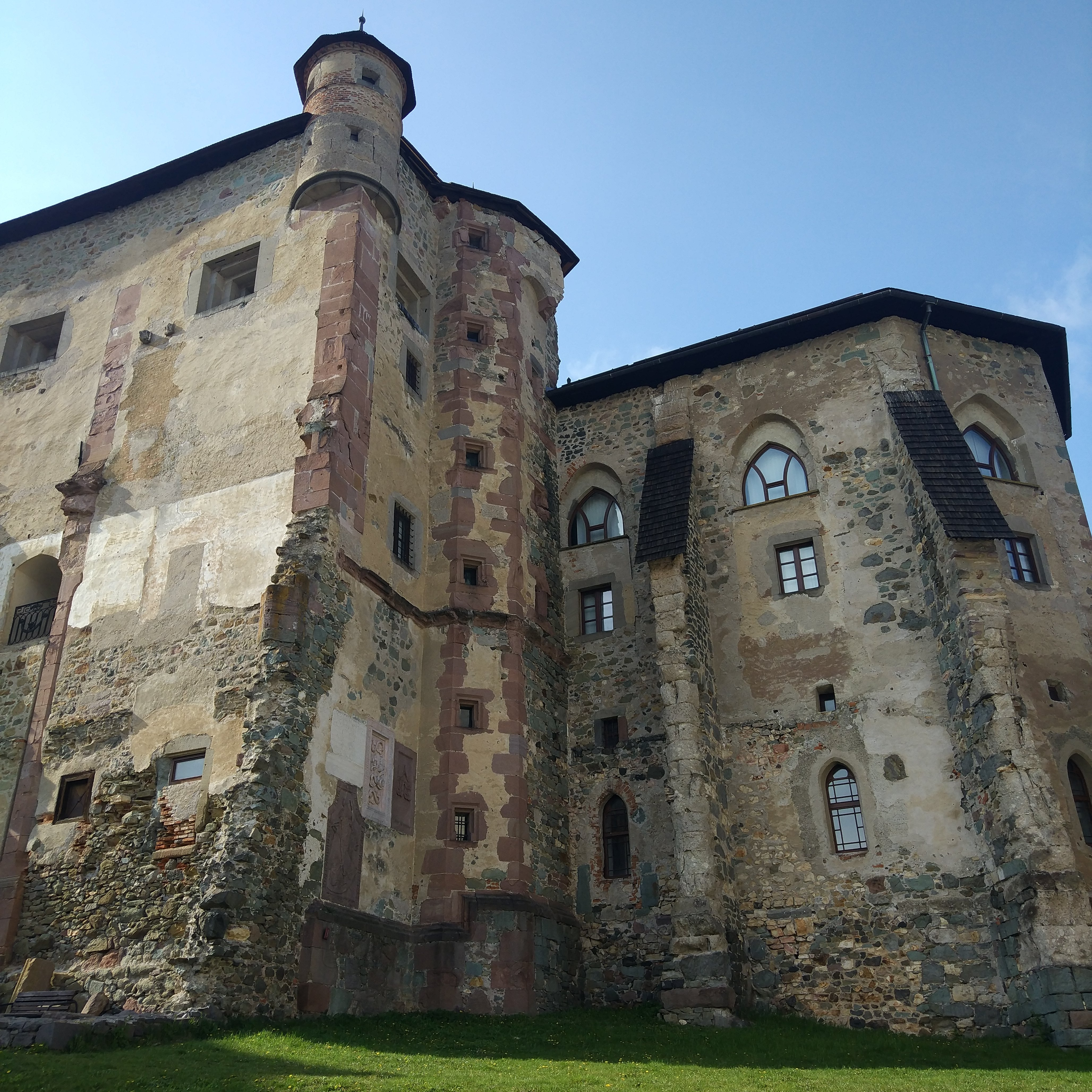
Краєвид на замок з подвір’я
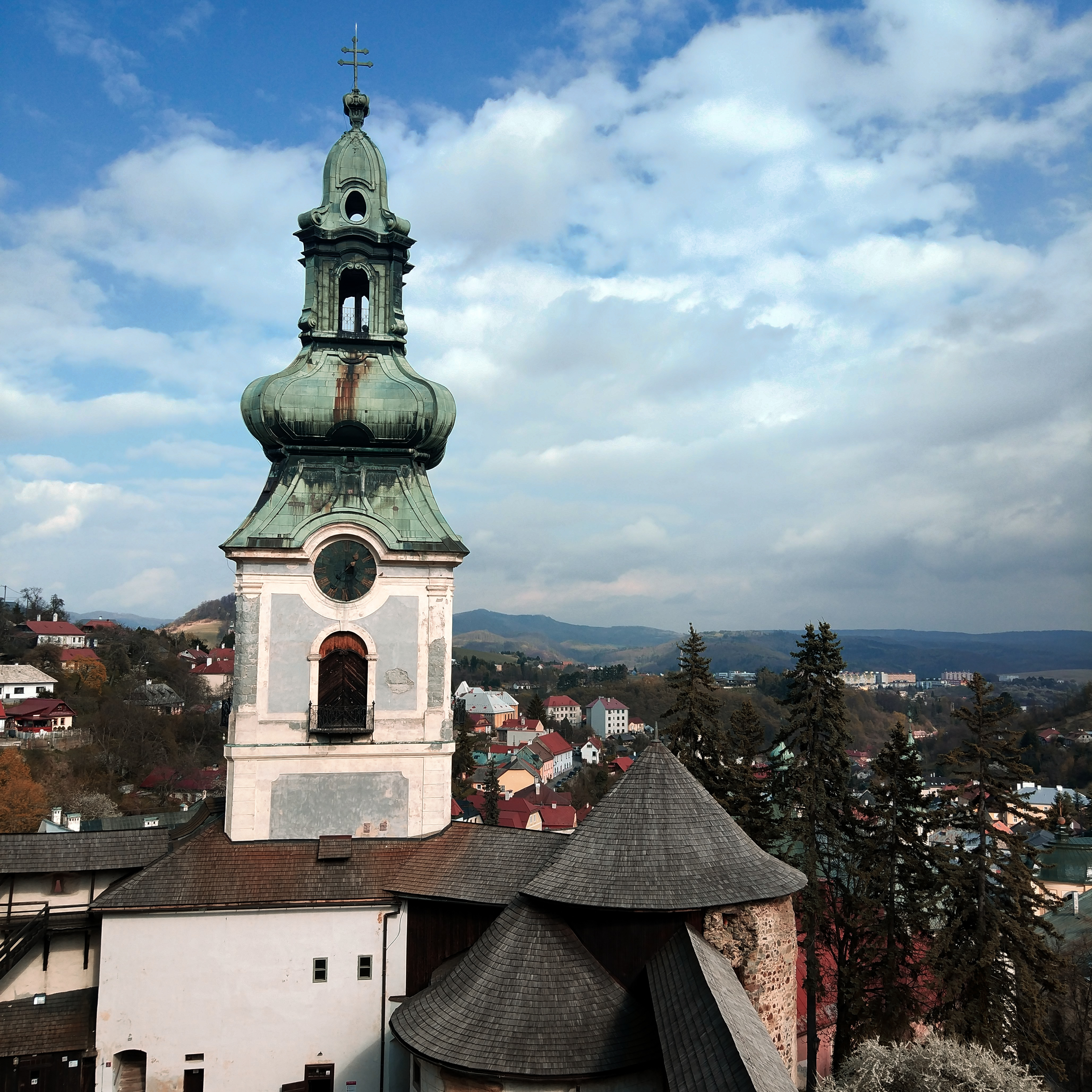
Краєвид із замку